# Afrellia nigrita
Afrellia nigrita là một loài ruồi trong họ Tachinidae.